# Краят на началото
„Краят на началото“ е дебютният студиен албум на поп певицата Ирина Флорин, издаден през 1990 г. от музикална компания Балкантон на дългосвиреща плоча под каталожен номер ВТА 12571.

## Песни
1. „Самота“ (What You Get Is What You Need (To Feel O.K.) – 3:20 (музика: Кристиян Бояджиев, текст: Иван Тенев, аранжимент: Константин Цеков)
2. „Китка за обич“ (Flowers for Love) – 3:40 (музика: Иван Пеев, текст: Георги Начев, аранжимент: Румен Бояджиев)
3. „Това е всичко“ (That's All) – 3:15 (музика: Асен Драгнев, текст: Андерй Германов, аранжимент: Румен Бояджиев)
4. „Началото на края“ (The Beginning of the End) – 3:45 (музика: Кристиян Бояджиев, текст: Петър Москов, аранжимент: Румен Бояджиев)
5. „Кино“ (Cinema) – 4:00 (музика: Кристиян Бояджиев, текст: Александър Петров, аранжимент: Константин Цеков)
6. „Моето момче“ (This Boy of Mine) – 3:52 (музика: Любомир Дамянов, текст: Георги Захариев, аранжимент: Румен Бояджиев)
7. „Дъжд и сълзи“ (Rainy Days and Tears) – 4:02 (музика: Иван Калчинов, текст: Георги Захариев, аранжимент: Константин Цеков)
8. „Писмо от Трън“ (Bulgarian Letter) – 3:35 (музика: Димитър Ковачев, текст: Димитър Керелезов, аранжимент: Константин Цеков)
9. „Зимна приказка“ (Winter Tale) – 3:35 (музика: Любомир Дамянов, текст: Георги Захариев, аранжимент: Румен Бояджиев)
10. „Молба“ (My Request) – 4:30 (музика: Любомир Дамянов, текст: Александър Петров, аранжимент: Румен Бояджиев)